# Casa Masenc
La Casa Masenc és un edifici del municipi de Tremp (Pallars Jussà) protegit com a bé cultural d'interès local. El conjunt de la casa Masenc o Mas de Prior està situat als afores de Fígols, en direcció sud-est.

## Descripció
Es tracta d'un conjunt d'edificis i coberts agrícoles, majoritàriament enderrocades. El conjunt inclou dues capelles: una dedicada a Sant Sebastià i l'altra a Sant Joan Baptista. La capella de Sant Sebastià presenta una porta d'arc de mig punt adovellat, que dona accés des de l'exterior. A sobre de la mateixa hi ha una altra obertura, un petit ull de bou. Per altra part, la capella de Sant Joan Evangelista, amb façana oberta i volta de canó.
El paredat de tot el conjunt es caracteritza per una utilització de carreus desbastats i, en segons quins punts, arrebossats, i les cobertes són de llosa i teula àrab.
Algunes de les parts del conjunt podrien datar-se en època medieval, tot i que majoritàriament han estat molt modificades perquè s'han utilitzat durant molts de segles. Les construccions responen així a patrons habituals de l'arquitectura rural popular.